# Radamisto
Radamisto (HWV 12a/12b) ist eine 1720 erstmals in London aufgeführte Oper (Opera seria) in drei Akten von Georg Friedrich Händel.
Das Hauptthema der Oper ist die Macht der ehelichen Liebe, die Treue gegenüber einem Tyrannen resp. der Widerstand gegenüber diesem, die abschließende Läuterung/Umkehr, welche der Rache die Großmut und Vergebung entgegensetzt.

## Erste Fassung – Entstehung

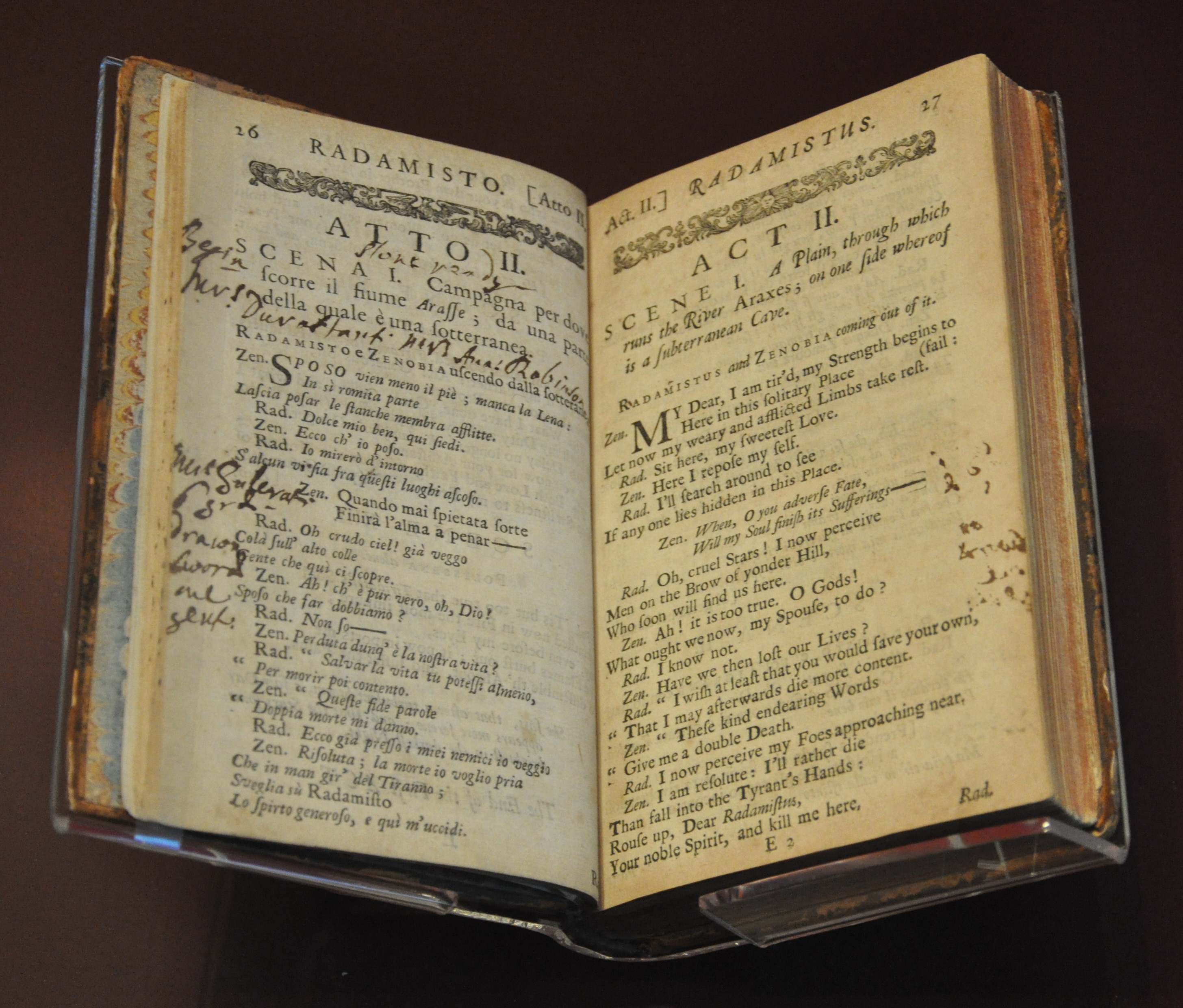
Regiebuch zur Uraufführung von Radamisto in London, 1720 (Victoria and Albert Museum)

Radamisto ist Händels erstes Werk für die 1719 gegründete Royal Academy of Music, ein privatwirtschaftliches Opernunternehmen, welches nicht nur unter der Schirmherrschaft Georgs I. stand, sondern von ihm auch bedeutend subventioniert wurde. Charles Burney nennt 73 Namen von Subskribenten adliger und bürgerlicher Herkunft, die Anteile am Unternehmen gekauft hatten. Ein Anteilsschein valutierte mit £ 200. Am Ende kamen £ 17.600 zusammen. Händels Förderer, der Earl of Burlington, der auch dem zwölfköpfigen Vorstand angehörte, hatte allein fünf Anteilsscheine gekauft. Am 14. Mai 1719 erhielt Händel vom Vorstand den Auftrag, sich auf dem Kontinent nach guten Sängern umzusehen. Er reiste also nach Deutschland und Italien, kehrte erfolgreich zurück und wurde im Herbst zum Orchesterleiter berufen. Die Eröffnungsoper Numitore, welche am 2. April 1720 unter Händels Leitung aufgeführt wurde, stammte aus der Feder Giovanni Portas; der Radamisto wurde noch zurückgehalten, da dessen Uraufführung bei Anwesenheit des Königs erfolgen sollte.

## Libretto
Das Libretto wurde von Nicola Francesco Haym nach mehreren älteren italienischen Quellen zusammengestellt, die sämtlich direkt oder indirekt auf den Annalen des römischen Geschichtsschreibers Tacitus (Annales, XII, 44–51) fußen und „einen historischen Konflikt in der Peripherie des römischen Weltreichs im Kaukasus“ zum Thema haben: La Zenobia (1666) von Matteo Noris, L’Amor tirannico, o Zenobia (1710) von Domenico Lalli (mit Musik von Francesco Gasparini im Teatro San Cassiano in Venedig 1710 aufgeführt) und ein anonymes, aber auch Lalli zugeschriebenes Libretto, L’Amor tirannico (für den Karneval 1712 im Teatro del Cocomero in Florenz), welches auf dem französischen Theaterstück L’amour tyrannique von Georges de Scudéry (1638) aufbaute und nun die direkte Vorlage für Haym war.
Ein Vergleich der einzelnen Textbücher zeigt, dass Haym in erster Linie das zweite Libretto Lallis von 1712 für seine Fassung benutzte, denn beide beginnen u. a. mit einer Eingangsszene im gleichen Wortlaut. Hayms Anteil an Händels Textvorlage beschränkt sich im Wesentlichen auf die Kürzung der Rezitative, die Tilgung überflüssiger Szenen und die Hinzufügung einiger neuer Arientexte.
Das genaue Datum der Fertigstellung der Komposition ist unbekannt, seitdem die letzten Seiten des Autographs, welche das meiste der abschließenden Ballettmusik und wohl auch eine Datierung enthielten, verloren sind. So muss die Entstehungszeit mit „Frühjahr 1720“ beschrieben werden. Der Händel schon aus seiner italienischen Zeit bekannte Violinist Pietro Castrucci, für die Gründung der Opernakademie vom Engagement beim Earl of Burlington zum Konzertmeisterposten von Händels Opernorchester gewechselt, spielte (laut Burney) das Geigensolo der Arie Sposo ingrato (Nr. 27) im dritten Akt. In dieser ersten Aufführungsserie wurde das Werk zehnmal gespielt.
Besetzung der Uraufführung:
- Radamisto – Margherita Durastanti (Sopran)
- Zenobia – Anastasia Robinson (Alt)
- Tiridate – Alexander Gordon (Tenor)
- Polissena – Ann Turner Robinson (Sopran)
- Fraarte – Benedetto Baldassari, genannt „Benedetto“ (Soprankastrat)
- Tigrane – Caterina Galerati (Sopran)
- Farasmane – John Lagarde (Bass)

In der folgenden Spielzeit 1720/21, zwischen Dezember und März, stand der Radamisto am King’s Theatre in einer allerdings neuen Fassung wiederum auf dem Spielplan und erlebte sieben Aufführungen, im November und Dezember 1721 nochmals vier. Eine weitere Wiederaufnahme gab es dann im Januar oder Februar 1728, möglicherweise nur für eine Vorstellung.
Als verlässlicher Spielort für die Opern Händels erwies sich einmal mehr Hamburg: Im Theater am Gänsemarkt füllte der Radamisto zwischen dem 28. Januar 1722 und Januar 1736 unter dem Titel Zenobia oder Das Muster rechtschaffener Ehelichen Liebe dreißig Opernabende. Die deutsche Einrichtung und musikalische Bearbeitung stammten von Händels altem Freund und Rivalen aus Hamburger Zeiten, Johann Mattheson.
Auch in den Londoner Pasticci Oreste (1734), Alessandro Severo (1738), Solimano (1758) sowie in dem 1737 zur Fünfhundertjahrfeier der Stadt Elbing aufgeführten Hermann von Balcke sind Arien aus Radamisto enthalten.
Die erste moderne Inszenierung in einer deutschen Textfassung von Josef Wenz fand am 22. Juni 1927 während der Göttinger Händel-Festspiele unter der musikalischen Leitung von Rudolf Schulz-Dornburg statt. Auch die erste Aufführung des Stückes in historischer Aufführungspraxis sah man in Göttingen am 9. Juni 1993 mit dem Freiburger Barockorchester unter der Leitung von Nicholas McGegan.

## Zweite Fassung – Entstehung
Im Herbst 1720 verpflichtete Händel ein neues Ensemble, dessen Zusammensetzung eine Umarbeitung der Partitur erforderlich machte (HWV 12b). Die vier führenden Partien der Oper wurden anderen Stimmgattungen übertragen und neue Arien hinzugefügt. Die Titelpartie übernahm Francesco Bernardi: Dies war die erste Partie, die der berühmte und für Händel in der nächsten Zukunft außerordentlich wichtige Kastrat, bekannter unter dem Namen „Senesino“ (weil er aus Siena gebürtig war), in einer Händel-Oper sang.
Die beiden Ausgaben des Librettos von 1720 belegen sowohl die jeweilige Besetzung als auch die Textänderungen. Die von Händel neu komponierten Sätze wurden als Arie aggiunte di Radamisto (zehn Arien und ein Duett) veröffentlicht und später der von Richard Meares und Johann Christoph Schmidt sen. gedruckten Ariensammlung beigefügt. Diese Ausgabe enthält jenes bekannte Vorwort, mit dem sich Händel um ein königliches Druckprivileg bemühte. In der Händel-Literatur wird dieses Vorwort mehrfach mit Händels britischer Naturalisierung in Beziehung gebracht; der parlamentarische Akt und die amtliche Beglaubigung erfolgten jedoch erst 1727.
Die neuen Stücke der zweiten Fassung finden sich teilweise schon im Anhang zum Autograph, zum Teil im Handexemplar („Direktionspartitur“) von 1720/21. Händel transponierte die neuen Partien nicht einfach aus den ursprünglichen Stimmlagen, sondern überarbeitete sowohl die Rezitative als auch die Arien und fügte jene Neuvertonungen hinzu, die oben bereits erwähnt wurden.
Besetzung der Aufführung der Neufassung am 28. Dezember 1720:
- Radamisto – Francesco Bernardi, genannt „Senesino“ (Mezzosoprankastrat)
- Zenobia – Margherita Durastanti (Sopran)
- Tiridate – Giuseppe Maria Boschi (Bass)
- Polissena – Maria Maddalena Salvai (Sopran)
- Fraarte – Caterina Galerati (Sopran)
- Tigrane – Matteo Berselli (Soprankastrat)
- Farasmane – John Lagarde (Bass)

2008 und 2009 wurde Radamisto in der Fassung von 1720 in historischer Aufführungspraxis mit rekonstruierten Kulissen, Rampenlicht und Gestik im Rahmen der Händel-Festspiele Karlsruhe im Badischen Staatstheater aufgeführt. Regisseurin war Sigrid T’Hooft.

## Dritte Fassung – Entstehung
Die dritte Fassung unterscheidet sich nicht wesentlich von der zweiten, von Transpositionen und Streichungen einzelner Sätze abgesehen. Über diese Wiederaufnahme im November 1721 ist wenig bekannt. Durastanti, Galerati und Berselli hatten die Akademie verlassen, dafür kehrten Baldassari und Anastasia Robinson zurück. Letztere sang ihre Partie (Zenobia), die sie schon in der Uraufführung gegeben hatte. Baldassari konnte dies nicht, da seine Rolle, die des Fraarte, von Händel gestrichen wurde: Er übernahm den Tigrane. Nachdem Händel die Rolle des Fraarte schon für die zweite Fassung verkleinert hatte, übertrug er nun ein paar seiner Rezitative (nicht aber Arien) auf Tigrane.

## Vierte Fassung – Entstehung
Eine vierte Fassung für zu Beginn des Jahres 1728 geplante Aufführungen brachte zahlreiche Änderungen, musste Händel doch die Rollen der Zenobia und der Polissena für die beiden „Rival Queen’s“ Faustina Bordoni und Francesca Cuzzoni gleichwertig gestalten. Jede erhielt acht Arien. Das Quartett, beide Duette und die einzige Arie Farasmanes wurden gestrichen. Die Rolle des Fraarte kehrte nicht zurück. Tigrane, nun eine Altpartie, verlor zwei seiner Arien; die anderen wurden eine Quinte bzw. Sexte nach unten transponiert. Dazu gab es viele weitere Transpositionen, Änderungen in der Instrumentation und der Zuordnung der Arien. Parmi che giunta in porto aus Floridante (1727), für die Faustina, ersetzte das Schlussduett des zweiten Aktes.
Insgesamt ist diese vierte Fassung durch die Zwänge, welche die besondere Situation der „Rival Queen’s“ an die Aufgabenverteilung und Stimmlagen erforderte, die am wenigsten überzeugende. Die Charaktere sind verwaschen und nicht so klar wie in den Fassungen davor.
Besetzung der Aufführungen 1728:
- Radamisto – Francesco Bernardi, genannt „Senesino“ (Mezzosoprankastrat)
- Zenobia – Faustina Bordoni (Sopran)
- Tiridate – Giuseppe Maria Boschi (Bass)
- Polissena – Francesca Cuzzoni (Sopran)
- Tigrane – Antonio Baldi (Soprankastrat)
- Farasmane – Giovanni Battista Palmerini (Bass)

Radamisto ist vielleicht die einzige Oper Händels, in der spätere Versionen (ausgenommen die vierte) an die dramaturgische und musikalische Qualität der Erstfassung herankommen oder sich sogar auf dem gleichen Niveau befinden.

## Handlung

### Historischer und literarischer Hintergrund
Der Ort der Handlung ist in der Nähe des Berges Ararat in Armenien, westlich des Kaspischen Meeres, dem heutigen Gebiet zwischen der Türkei, Iran, Armenien und Nachitschewan (Aserbaidschan). Das „Argomento“ („Vorbemerkung“) des gedruckten Librettos nennt das 51. Kapitel im 12. Buch der Annales des Tacitus als Quelle.
Armenien lag sowohl im Einflussbereich Roms als auch dem der Parther und bildete einen Puffer zwischen beiden Reichen. Unter Kaiser Claudius kam es zu Spannungen, die von familiären Verwicklungen erheblich befeuert wurden: so eroberte Pharasmanes I. im Jahre 35 n. Chr. Armenien und setzte seinen romfreundlichen Bruder Mithradates als Herrscher ein. 51 n. Chr. überfiel Pharasmanes’ Sohn Rhadamistos das Land, riss die Macht an sich und ließ seinen Onkel Mithridates töten. Jedoch heiratete er seine Cousine, Mithridates’ Tochter Zenobia. Tacitus berichtet ausführlich davon, wie der iberische Usurpator Rhadamistos in einem Akt übelsten Verrats seinen Onkel und Schwiegervater umbrachte: Mithridates war in das römische Kastell Gorneae geflohen, wurde aber von den Römern ausgeliefert, nachdem Rhadamistos geschworen hatte, ihn weder durch Feuer, Stahl noch durch Gift zu töten. Daraufhin ließ Rhadamistos seinen Onkel ersticken und auch dessen Frau und Kinder, ausgenommen seine Gattin Zenobia, töten.
Schließlich marschierte 53 n. Chr. der parthische Großkönig Vologaeses I. in Armenien ein und brachte seinen Bruder Tiridates auf den Thron. Nach einem Rückzug Tiridates’ konnte Rhadamistos zwar zurückkehren, wurde aber um 54 von aufständischen Einwohnern erneut verjagt. Ein ganzes Kapitel widmet Tacitus nun dieser Flucht und dem Schicksal von Rhadamistos’ schwangerer Gemahlin Zenobia. Diese war nach einiger Zeit den Anstrengungen der Flucht nicht mehr gewachsen und ersuchte ihren Gemahl, sie zu erstechen, um nicht in die Hände der ihnen nachsetzenden Feinde zu fallen. Rhadamistos entsprach ihrer Bitte und warf die vermeintlich Tote in den Fluss Araxes. Allerdings war sie noch nicht tot, wurde von Hirten gefunden, gepflegt und nach Artaxata an Tiridates’ Hof gebracht. Dieser ließ Zenobia eine äußerst zuvorkommende und würdige Behandlung zuteilwerden.
Mit Tigrane, dem Fürsten von Pontus, ist möglicherweise Tigranes von Kappadokien gemeint, den der neue Kaiser Nero einsetzte, nachdem 58 der General Gnaeus Domitius Corbulo Armenien wieder für die Römer erobert hatte. Den Namen Phraates trugen indes einige parthische Könige vor Christi Geburt.

### Erster Akt
Polissena erfährt von Tigrane, dass ihr Gatte Tiridate im Begriff ist, mit dem bevorstehenden Angriff nicht nur die Hauptstadt des von Farasmane regierten thrakischen Reiches zu erobern, sondern auch Zenobia, die er heiß begehrt. Nicht genug also, dass ihr Gatte ihren eigenen Vater bekämpft; er will sich auch seiner Schwägerin, der Gattin ihres Bruders Radamisto, bemächtigen!
Noch zweifelt Polissena an der Schändlichkeit ihres Gatten; sie will die seelischen Qualen tapfer ertragen.
Doch schon hat Tiridate Farasmane gefangen nehmen lassen. Vor seiner Hinrichtung soll der König seinen Sohn Radamisto zur kampflosen Übergabe der Stadt bewegen. Radamisto und Zenobia sehen sich der Übermacht des feindlichen Heeres gegenüber.
Die Lage scheint aussichtslos: Entweder sich selbst dem Tyrannen ausliefern oder den König und Vater sterben sehen! Zenobia ist eher bereit, selbst den Tod zu erleiden, als Tiridate in die Hände zu fallen. Radamisto soll ihrem Leben ein Ende setzen.
Tigrane, der insgeheim Polissena liebt, und Tiridates Bruder Fraarte verhindern die Tötung von Farasmane. Aber der Sturm auf die Stadt beginnt. Schnell ist der Sieg errungen. Nicht ahnend, dass die Gegner in Tigrane einen Verbündeten haben, geht Tiridate auf dessen Vorschlag ein, Farasmanes Leben zu schonen, wenn Radamisto und Zenobia gefangen werden.
Polissena ist dankbar, wenigstens den Vater gerettet zu wissen.

### Zweiter Akt

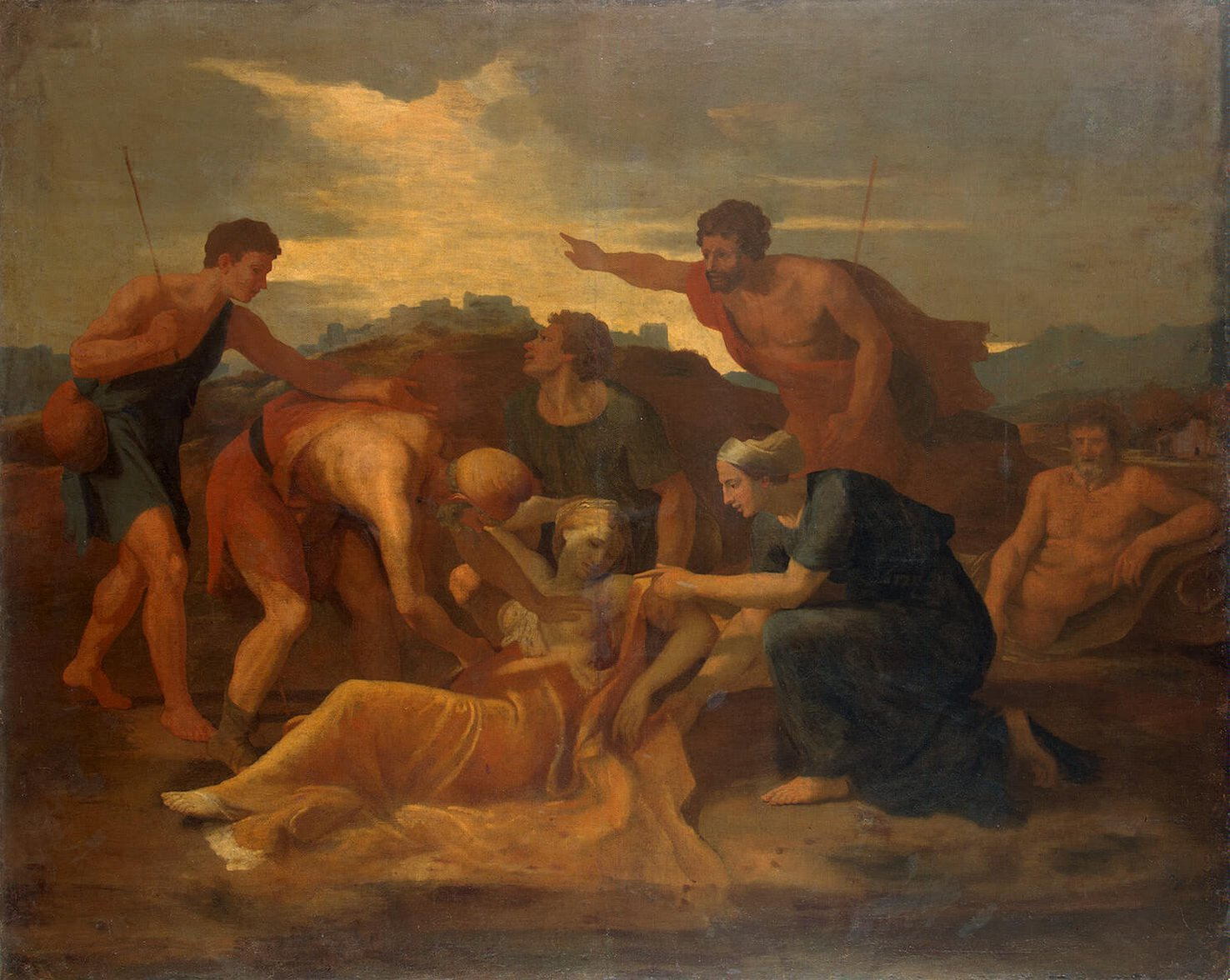
Die Rettung der Zenobia aus dem Fluss.
Nicolas Poussin, ca. 1634

Radamisto und Zenobia konnten fliehen. Er bringt es jedoch nicht übers Herz, sie zu töten. Sie springt in den Fluss und Radamisto glaubt, sie sei tot, während er feindlichen Soldaten in die Hände fällt, aber auf Befehl Tigranes verschont bleibt. Heimlich begleitet Tigrane Radamisto zu seiner Schwester Polissena.
Auch Zenobia wurde gerettet. Fraarte führt sie in Erwartung seines Lohnes zu Tiridate.
Der Tyrann bekennt ihr seine Liebe und bietet ihr seine Hand und das Reich Armenien an.
Vergeblich hofft Radamisto auf die Mithilfe seiner Schwester im Komplott gegen Tiridate. Hin- und hergerissen zwischen Bruder und untreuem Ehemann, kann sie keinen von beiden tödlicher Rache ausliefern.
Radamisto verkleidet sich als Diener Ismene und begleitet Tigrane zu Tiridate, dem sie die Nachricht vom angeblichen Tod Radamistos überbringen. Zenobia erkennt in dem Diener sofort ihren Gatten. Tiridate bittet „Ismene“, die offensichtliche Sympathie, die Zenobia für ihn empfindet, dafür zu nutzen, ihr Herz für seine, Tiridates Liebe zu öffnen.
Allein gelassen, ergreifen Zenobia und Radamisto die Gelegenheit, sich erneut ihrer Liebe und Treue zu versichern.

### Dritter Akt
Tigrane und Fraarte sind es leid, einem liebeskranken tyrannischen Herrscher weiterhin zu dienen.
Ihr Plan steht fest: Sie werden das Heer gegen ihn führen, aber nicht um ihm Leben und Krone zu nehmen, sondern um ihn zur Vernunft zu bringen.
Im Beisein von „Ismene“ überbringt Tiridate Zenobia die Insignien seines Reiches, um sie ihr als ihr Gatte zu Füßen zu legen. Wenn nicht mit Liebe, so will er sie mit Gewalt zur Ehe zwingen. „Ismene“ verhindert mit der Waffe Tiridates Zugriff auf Zenobia. Die mit Farasmane hinzugekommene Polissena aber wirft sich dem tödlichen Streich entgegen.
Die Verkleidung Radamistos als „Ismene“ ist entdeckt, und sein Tod scheint besiegelt. Alle Versuche Polissenas, für das Leben des Bruders zu bitten, bleiben erfolglos.
Tiridates Forderung ist unwiderruflich: Entweder die Hand Zenobias oder das Leben Radamistos.
Leidvoll nehmen Radamisto und Zenobia Abschied voneinander.
Die Hochzeitsfeierlichkeiten sind vorbereitet. Tiridate erwartet Zenobia. Doch sie bleibt standhaft. In der höchsten Not erscheint Polissena und berichtet vom Aufruhr des Heeres. Auch Tiridates Wachen verweigern die Befehle, die Gefangenen wurden befreit.
Tiridate rast voller Zorn, weil er machtlos ist. Farasmane überlässt Radamisto die Befehlsgewalt. Doch der verzichtet auf Rache.
Von dieser Großmut überwältigt, zeigt sich Tiridate einsichtig. Reich und Krone werden ihm erneut zuerkannt. Polissena verzeiht ihm.
Versöhnt und in Harmonie preisen alle gemeinsam die aufgehende Sonne des glücklichen Tages.

### Die Handlung der Oper im Vergleich zur historischen Quelle
Das Sujet bezieht sich, wie oben erwähnt, zwar auf eine tatsächliche antike Begebenheit in Armenien und Thrakien, ist allerdings – wie oftmals in der Oper – sehr frei adaptiert:
- So besitzt Radamisto in der Oper z. B. einen edlen Charakter, während er im Quellentext als verbrecherisch beschrieben ist; sein schlechter Charakter wird auf Tiridate übertragen.
- Lallis Tiridate ist eine Kombination der historischen Gestalten Mithridates und Tiridate.[10]
- Im Gegensatz zur Oper, wo Zenobia selbst in den Fluss springt, ist sie real von Radamisto verletzt in diesen hineingeworfen worden.
- Wer den Krieg zwischen Tiridate und Radamisto/Farasmane in der Geschichte begonnen hat, ist unklar, während in der Oper die Herrschsucht Tiridates als Auslöser gilt.

## Musik
Die Oper besteht aus einer Ouvertüre im französischen Stil und je nach Fassung 27–29 Arien, 2–3 Ariosi, 1–2 Duetten, einem Quartett, einem Accompagnato, einer Sinfonia und dem für das Solistenensemble gedachten Schlusschor. Die erste Auflage des Textbuches gibt Hinweise darauf, dass die Oper mit Balletteinlagen aufgeführt wurde. Vor dem Schlusschor ist vermerkt: „Qui si fà il Ballo e poi il Coro dice“. Die Instrumentalsätze, die vermutlich an dieser Stelle erklangen, lassen sich nur aus Sekundärquellen rekonstruieren, bis auf das Fragment eines Passepieds am Ende des Autographs, der die gleiche Melodie wie der Schlusschor verwendet. Die Partiturabschrift des Londoner Royal College of Music überliefert ein Passepied and Rigadoon vor dem Chor, identisch mit dem fragmentarischen Passepied aus dem Autograph, und unter den Beständen der ehemaligen Newman-Flower-Sammlung findet sich eine Passacaille mit anschließender Gigue, allerdings ohne Hinweis, an welcher Stelle der Oper diese Sätze gespielt wurden (vermutlich am Ende des zweiten Aktes nach dem Duett Se teco vive il cor (Nr. 23), das gleichfalls in A-Dur steht). Von besonderem Interesse im Hinblick auf die Einfügung von Balletteinlagen in allen drei Akten ist die Partiturabschrift in der Bibliothek des Earl of Malmesbury (datiert 1720). In dieser Quelle finden sich folgende Instrumentalsätze: March und drei Rigaudons am Ende des ersten Aktes, Passacaille und Gigue am Ende des zweiten Aktes und Passepied und Rigaudon am Ende des dritten Aktes.
Wie schon in den früheren Opern Rinaldo mit der Armida und in Teseo mit der Medea gelingt Händel hier in der musikalischen Zeichnung der Polissena, der Frau des Schurken, wiederum ein eindrucksvolles Beispiel, was die Musik an Charakterisierung einer Person über die Möglichkeiten hinaus, die das Libretto bietet, vermag. Dies geht außerdem weit darüber hinaus, was die Konventionen der Opera seria bis dahin erlaubten. Silke Leopold umreißt anhand der Partie der Polissena einen solchen Fall in ihrem Buch Händel. Die Opern:

## Struktur der Oper

### Erste Fassung, April 1720
Ouverture (2 Ob, Fg, Str, BC)

#### Erster Akt
| Scena I    | 1. Arioso. Polissena (2 Vl, BC) Sommi dei                                           |
|            | Recitativo. Tigrane, Polissena Reina, infausto avviso                               |
|            | 2. Aria. Tigrane (2 Ob, Str, BC) Deh! fuggi un traditore                            |
| Scena II   | Recitativo. Polissena, Tiridate Ecco l’infido sposo                                 |
|            | 3. Aria. Polissena (Fl, Str, BC) Tu vuoi ch’io parta                                |
| Scena III  | Recitativo. Farasmane, Tiridate Il crudel odio tuo                                  |
|            | 4. Aria. Tiridate (Trp, 2 Ob, Str, BC) Stragi, morti, sangue ed armi                |
| Scena IV   | Recitativo. Radamisto, Zenobia Ove seguir mi vuoi, sposa infelice                   |
|            | 5. Aria. Radamisto (2 Ob, Str, Vc, BC) Cara sposa, amato bene                       |
| Scena V    | Recitativo. Fraarte, Zenobia, Radamisto, Farasmane Ver le nemiche mura avanzate     |
|            | 6. Aria. Zenobia (2 Vl, BC) Son contenta di morire                                  |
| Scena VI   | Recitativo. Farasmane, Radamisto, Fraarte Seguila, o figlio                         |
|            | 7. Aria. Radamisto (2 Vl, BC) Ferite, uccidete, o numi del ciel!                    |
| Scena VII  | Recitativo. Farasmane, Tigrane, Fraarte Fraarte, omai quel ferro a me doni la morte |
|            | 8. Aria. Farasmane (2 Ob, Str, BC) Son lievi le catene                              |
| Scena VIII | Recitativo. Fraarte, Tigrane Coraggio, amici! all’armi!                             |
|            | 9. Sinfonia. (Trp, 2 Ob, Str, BC)                                                   |
| Scena IX   | Recitativo. Tiridate, Fraarte Già, già vinto è il nemico                            |
| Scena X    | Recitativo. Tigrane, Tiridate, Fraarte Sire, primo del ponte                        |
|            | 10. Aria. Fraarte (2 Ob, Fg, Str, BC) Mirerò quel vago volto/Umiliata a piedi tuoi  |
| Scena XI   | Recitativo. Tiridate, Tigrane, Polissena Che fo?                                    |
| Scena XII  | Recitativo. Polissena, Tigrane Quanto deggio, oh Tigrane                            |
| Scena XIII | Recitativo. Polissena Pur troppo è vero                                             |
|            | 11. Aria. Polissena (2 Ob, Str, BC) Dopo torbide procelle                           |

#### Zweiter Akt
| Scena I    | Recitativo. Zenobia, Radamisto Sposo, vien meno il piè                    |
|            | 12. Arioso. Zenobia (Ob, Str, BC) Quando mai spietata sorte               |
|            | Recitativo. Radamisto, Zenobia Oh crudo ciel!                             |
| Scena II   | Recitativo. Radamisto, Tigrane Ahimè! fermati!                            |
|            | 13. Aria. Radamisto (Fg, Str, BC) Ombra cara di mia sposa                 |
| Scena III  | Recitativo. Fraarte, Zenobia Mitiga il grave affanno                      |
|            | 14. Aria. Zenobia (Str, BC) Già che morir non posso                       |
| Scena IV   | Recitativo. Tiridate, Fraarte Benché al campo di Marte                    |
|            | 15. Aria. Fraarte (2 Ob, Str, BC) Vaga e bella ogn’or vedrai              |
| Scena V    | Recitativo. Zenobia, Tiridate, Fraarte Eccomi a te davante                |
|            | 16. Aria. Tiridate (2 Ob, Str, BC) Sì, che ti renderai                    |
| Scena VI   | Recitativo. Zenobia, Fraarte Nulla più di speranza                        |
|            | 17. Aria. Zenobia (Fl, Fg, Str, BC) Troppo sofferse già questo mio petto. |
| Scena VII  | Recitativo. Fraarte Parte l’idolo mio                                     |
|            | 18. Aria. Fraarte (2 Ob, Str, BC) Spero placare quel caro                 |
| Scena VIII | Recitativo Tigrane, Radamisto, Polissena. Questo vago giardin             |
|            | 19. Aria. Tigrane (2 Ob, Str, BC) La sorte, il ciel, amor                 |
| Scena IX   | Recitativo. Polissena, Radamisto Adorato german                           |
|            | 20. Aria. Radamisto (2 Ob, Str, BC) Vanne, sorella ingrata                |
| Scena X    | Recitativo. Polissena Trà il german, trà lo sposo                         |
|            | 21. Aria. Polissena (2 Ob, 2 Vl, BC) Non sarà quest’alma mia              |
| Scena XI   | Recitativo. Tiridate, Zenobia, Tigrane Due seggi, olà                     |
| Scena XII  | Recitativo. Radamisto, Tiridate, Zenobia All’ innocente frode             |
|            | 22. Arioso. Zenobia (Str, BC) Empio, perverso cor!                        |
|            | Recitativo. Tiridate Ascolta Ismen                                        |
| Scena XIII | Recitativo. Zenobia, Radamisto Oh dì per me felice                        |
|            | 23. Duetto. Radamisto, Zenobia (2 Ob, Str, BC) Se teco vive il cor        |
|            | Ballo: Passacaille                                                        |
|            | Giga                                                                      |

#### Dritter Akt
| Scena I    | Recitativo. Tigrane, Fraarte Stanco di più soffrir re sì crudele                                       |
|            | 24. Aria. Fraarte (Ob, Fg, Str, BC) S’adopri il braccio armato                                         |
|            | Recitativo. Tigrane So ben che nel mio amore infelice sarò                                             |
| Scena II   | 25. Aria. Tigrane (2 Ob, Str, BC) Con vana speranza pur trovo                                          |
| Scena III  | Recitativo. Radamisto, Zenobia Non temo, idolo mio                                                     |
|            | 26. Aria. Radamisto (2 Ob, Fg, Str, BC) Dolce bene di quest’alma                                       |
| Scena IV   | Recitativo. Tiridate, Zenobia O della Tracia, o dell’Armenia                                           |
| Scena V    | Recitativo. Radamisto, Polissena, Farasmane, Tiridate, Zenobia Teco son io, e tu                       |
|            | 27. Aria. Polissena (2 Ob, 2 Fg, Str, 2 Vc, BC) Sposo ingrato, parto sì                                |
| Scena VI   | Recitativo. Tiridate, Farasmane, Radamisto, Zenobia Farasmane la segua                                 |
|            | 28. Aria. Tiridate (2 Ob, 2 Hr, Str, BC) Alzo al vola di mia fama                                      |
| Scena VII  | Recitativo. Zenobia, Radamisto Di Radamisto il capo?                                                   |
|            | 29. Aria. Zenobia (2 Ob, Fg, Str, Vc solo, BC) Deggio dunque, oh Dio, lasciarti                        |
|            | Recitativo. Radamisto Oh Dio! parte Zenobia                                                            |
|            | 30. Aria. Radamisto (2 Ob, Str, BC) Qual nave smarrita                                                 |
| Scena VIII | Recitativo. Tiridate, Farasmane In questo tempio                                                       |
| Scena IX   | Recitativo. Zenobia, Tiridate, Farasmane Spavento mio?                                                 |
| Scena X    | Recitativo. Radamisto, Zenobia, Polissena, Tiridate, Farasmane Morrà Zenobia ancor?                    |
| Scena XI   | Recitativo. Fraarte, Tigrane, Tiridate, Farasmane, Radamisto, Polissena, Zenobia Arrestatevi, oh fidi! |
|            | 31. Aria. Zenobia (2 Ob, Str, BC) O scema mi il dilletto                                               |
|            | Recitativo. Radamisto, Zenobia Festeggio omai la reggia                                                |
|            | Ballo: Passepied                                                                                       |
|            | Rigaudon                                                                                               |
|            | 32. Coro. (2 Trp, 2 Ob, 2 Hr, Fg, Str, BC) Un dì più felice bramar si non lice                         |

### Zweite Fassung, Dezember 1720
Ouverture

#### Erster Akt
| Scena I    | 1. Arioso. Polissena (2 Vl, BC) Sommi dei                                           |
|            | Recitativo. Tigrane, Polissena Reina, infausto avviso                               |
|            | 2. Aria. Tigrane (2 Ob, Str, BC) Deh! fuggi un traditore                            |
|            | Recitativo. Tigrane, Polissena Seguirem dunque la crudele impresa                   |
|            | 3. Aria. Tigrane (2 Ob, Str, BC) L’ingrato non amar                                 |
| Scena II   | Recitativo. Polissena, Tiridate Ecco l’infido sposo                                 |
|            | 4. Aria. Polissena (Fl, Str, BC) Tu vuoi ch’io parta                                |
| Scena III  | Recitativo. Farasmane, Tiridate Il crudel odio tuo                                  |
|            | 5. Aria. Tiridate (Str, BC) Con la strage de’ nemici sono                           |
| Scena IV   | Recitativo. Radamisto, Zenobia Ove seguir mi vuoi, sposa infelice                   |
|            | 6. Aria. Radamisto (2 Ob, Str, BC) Cara sposa, amato bene                           |
| Scena V    | Recitativo. Fraarte, Zenobia, Radamisto, Farasmane Ver le nemiche mura avanzate     |
|            | 7a. Aria. Zenobia (2 Vl, BC) Son contenta di morire                                 |
| Scena VI   | Recitativo. Farasmane, Radamisto, Fraarte Seguila, o figlio                         |
|            | 8. Aria. Radamisto (2 Ob, Str, BC) Perfido! di a quell empio tiranno                |
| Scena VII  | Recitativo. Farasmane, Tigrane, Fraarte Fraarte, omai quel ferro a me doni la morte |
|            | 9. Aria. Farasmane (2 Ob, Str, BC) Son lievi le catene                              |
| Scena VIII | Recitativo. Fraarte, Tigrane Coraggio, amici! all’armi!                             |
|            | 10a. Sinfonia.                                                                      |
| Scena IX   | Recitativo. Tiridate, Tigrane, Polinessa Già, vint’è il nemico                      |
| Scena X    | Recitativo. Polinessa, Tiridate Ferma i dove ti spinge                              |
| Scena XI   | Recitativo. Polissena, Tigrane Quanto deggio, oh Tigrane                            |
|            | 11. Aria. Tigrane (2 Ob, Str, BC) Segni di crudeltà                                 |
| Scena XII  | Recitativo. Polissena Pur troppo è vero                                             |
|            | 12. Aria. Polissena (2 Ob, Str, BC) Dopo torbide procelle                           |

#### Zweiter Akt
| Scena I    | Recitativo. Zenobia, Radamisto Sposo, vien meno il piè                                         |
|            | 13. Arioso. Zenobia (Fl, Str, BC) Quando mai, spietata sorte                                   |
|            | Recitativo. Radamisto, Zenobia Oh crudo ciel!                                                  |
| Scena II   | Recitativo. Radamisto, Tigrane Ahimè! fermati!                                                 |
|            | Recitativo. Tigrane, Radamisto Di Polinessa bella (Musik verloren)                             |
|            | 14. Aria. Tigrane (2 Ob, Str, BC) Vuol ch’io serva                                             |
|            | Recitativo. Radamisto Prencipe generoso (Musik verloren)                                       |
|            | 15. Aria. Radamisto (Fg, Str, BC) Ombra cara di mia sposa                                      |
| Scena III  | Recitativo. Fraarte, Zenobia Mitiga il grave affanno                                           |
|            | 16. Aria. Fraarte (Ob, 2 Vl, BC) Lascia pur amica                                              |
|            | Recitativo. Zenobia Oh senza esempio                                                           |
|            | 17. Aria. Zenobia (Str, BC) Già che morir non posso                                            |
| Scena IV   | Recitativo. Tigrane, Tiridate Signor… E che mi rechi?                                          |
| Scena V    | Recitativo. Zenobia, Tiridate Eccomi a te davante                                              |
|            | 18. Aria. Tiridate (2 Ob, Fg, Str, BC) Sì, che ti renderai                                     |
|            | Recitativo. Zenobia, Fraarte Nulla già di speranza                                             |
|            | 19a. Aria. Zenobia (Str, BC) Fatemi, oh cieli almen                                            |
| Scena VI   | Recitativo. Tigrane, Radamisto, Polissena Questo vago giardin                                  |
|            | 20. Aria. Tigrane (2 Ob, Str, BC) La sorte, il ciel, amor                                      |
| Scena VII  | Recitativo. Polissena, Radamisto Adorato german                                                |
|            | 21. Aria. Radamisto (2 Ob, Str, BC) Vanne, sorella ingrata                                     |
| Scena VIII | Recitativo. Polissena Trà il german, trà lo sposo                                              |
|            | 22. Aria. Polissena (2 Ob, 2 Vl, BC) Che farà quest’alma mia                                   |
| Scena IX   | 23. Aria. Zenobia (Fl, Str, BC) Troppe sofferse                                                |
|            | Recitativo. Tiridate, Zenobia, Tigrane Due seggi, olà                                          |
| Scena X    | Recitativo. Radamisto, Tiridate, Zenobia All’ innocente frode                                  |
|            | 24. Arioso. Zenobia (Str, BC) Empio, perverso cor!                                             |
|            | Recitativo. Tiridate Ascolta, Ismen                                                            |
| Scena XI   | Recitativo. Zenobia, Radamisto Oh dì per me felice                                             |
|            | 25a. Duetto. Radamisto, Zenobia (2 Ob, Str, BC) Se vive in te il mio cor / Se teco vive il cor |

#### Dritter Akt
| Scena I    | Recitativo. Tigrane, Fraarte Stanco di più soffrir re sì crudele                              |
|            | 26. Aria. Fraarte (2 Ob, Fg, Str, BC) S’adopri il braccio armato                              |
|            | Recitativo. Tigrane, Polinessa Reina, Tiridate                                                |
| Scena II   | Recitativo. Tigrane So ben che nel mio amore infelice sarò                                    |
|            | 27. Aria. Tigrane (2 Ob, Str, BC) So che vana la speranza                                     |
| Scena III  | Recitativo. Radamisto, Zenobia Non temo, idolo mio                                            |
|            | 28. Aria. Radamisto (2 Ob, Str, BC) Dolce bene di quest’alma                                  |
| Scena IV   | Recitativo. Tiridate, Zenobia O della Tracia, o dell’Armenia                                  |
| Scena V    | Recitativo. Radamisto, Polissena, Farasmane, Tiridate Teco son io, e tu                       |
|            | 29. Recitativo accompagnato. Radamisto (Str, BC) Vieni, d’empietà mostro crudele              |
|            | 30. Aria. Radamisto (Str, BC) Vile! Se mi dai vita                                            |
|            | Recitativo. Polinessa, Tiridate Mio Re, mio Tiridate                                          |
|            | 31. Aria. Polinessa (Str, BC) Barbaro! partirò                                                |
| Scena VI   | Recitativo. Tiridate, Farasmane, Radamisto, Zenobia Farasmane la segua                        |
|            | 32a. Aria. Tiridate (2 Ob, 2 Hr, Str, BC) Alzo al volo di mia fama                            |
| Scena VII  | Recitativo. Zenobia, Radamisto Di Radamisto il capo?                                          |
|            | 33. Aria. Zenobia (2 Ob, Str, BC) Deggio dunque, oh Dio, lasciarti                            |
|            | Recitativo. Radamisto Oh Dio! parte Zenobia                                                   |
|            | 34. Aria. Radamisto (2 Ob, Str, BC) Qual nave smarrita                                        |
| Scena VIII | Recitativo. Tiridate, Farasmane In questo tempio                                              |
| Scena IX   | Recitativo. Zenobia, Tiridate, Farasmane Spavento mio?                                        |
| Scena X    | Recitativo. Radamisto, Zenobia, Polissena, Tiridate, Farasmane Morrà Zenobia ancor?           |
|            | 35. Quartetto. Polinessa, Zenobia, Radamisto, Tiridate (2 Ob, Fg, Str, BC) O cedere oh perir  |
| Scena XI   | Recitativo. Tigrane, Tiridate, Farasmane, Radamisto, Polissena, Zenobia Arrestatevi, oh fidi! |
|            | 36. Aria. Zenobia (2 Ob, Fg, Str, BC) Non ho più affanni                                      |
|            | Recitativo. Radamisto, Zenobia Festeggio omai la reggia                                       |
|            | 37. Coro. (2 Trp, 2 Ob, 2 Hr, Fg, Str, BC) Un dì più felice                                   |

## Erfolg & Kritik
“At the Rehearsal on Friday last, Signior Nihilini Beneditti rose half a Note above his Pitch formerly known. Opera Stock from 83 and an half, when he began; at 90 when he ended.”

„Bei der Probe am vergangenen Freitag übertraf Signor Nihilini Benedetti [Benedetto] seine bisher bekannte Tonhöhe um einen Halbton. Die Opernaktien standen auf 83 ½, als er begann, auf 90, als er endete.“

“At night, Radamistus, a fine opera of Handel’s making. The King there with his ladies. The Prince in the stage-box. Great crowd.”

„Abends Radamisto, eine feine Oper Händels. Der König da, mit seinen Damen. Der Prinz in der Bühnenloge. Viele Menschen.“

“In so splendid and fashionable an assembly of ladies (to the excellence of their taste we must impute it) there was no shadow of form or ceremony, scarce indeed any appearance of order or regularity, politeness or decency. Many, who had forc’d their way into the house with an impetuosity but ill suited to their rank and sex, actually fainted through the excessive heat and closeness of it. Several gentlemen were turned back, who had offered forty shillings for a seat in the gallery, after having despaired of getting any in the pit of boxes.”

„Bey solcher vornehmen und modernen Versammlung der Damen, deren auserlesenem Geschmack wir solche zuschreiben müssen, fand sich nicht der geringste Schatten einer Formalität, eines Wortgepränges; kein Schein der Ordnung, der Regelmäßigkeit, der Höflichkeit, oder Wohlanständigkeit. Viele, die ihren Eintritt mit Ungestüm, ihrem Range und Geschlecht unanständiger Weise, behauptet hatten, fielen, wegen großer Hitze und Ermangelung der Luft, wirklich in Ohnmacht. Verschiedene Edelleute und Herren, die zehn Reichsthaler für eine Stelle auf der Gallerie geboten hatten, nachdem sie keine weder im Parterre, noch in den Logen, erhalten konnten, wurden schlechterdings abgewiesen. (Übersetzung: Johann Mattheson, 1761)“

“[…] for whereas of his earlier operas, that is to say, those composed by him between the years 1710 and 1728, the merits are so great, that few are able to say which is to be preferred ; those composed after that period have so little to recommend them […] In the former class are Radamistus […] in either of which scarcely an indifferent air occurs […]”

„[…] während seine früheren Opern, damit sind jene gemeint, die er in den Jahren 1710 bis 1728 komponierte, so gelungen sind, dass kaum jemand zu sagen vermag, welche davon vorzuziehen ist, spricht nur wenig für die Opern der späteren Jahre […] Zu den ersteren gehören Radamistus […]; sie alle enthalten kaum ein einziges uninteressantes Stück […]“

“[…] more solid, ingenious, and full of fire than any drama which Handel had yet produced in this country.”

„[…] solider, raffinierter und feuriger als alle anderen Dramen, die Händel bisher in diesem Land komponiert hatte.“

„Schon zu Händels Zeiten gerühmt wurde die f-Moll-Arie des Titelhelden: ‚Ombra cara‘ (‚Teurer Schatten‘ [Nr. 13]): er beweint die angeblich Verstorbene […] Die polyphone […] Faktur dieses bedeutenden Stücks ist so gewaltig und plastisch, dass sie der Engländer Burney noch fünfzig Jahre später als die ‚Sprache der Weisheit und Wissenschaft‘ bezeichnete, was das höchste Lob der Aufklärung bedeutete. […] Mit dem Radamisto war Händel ein Werk gelungen, das ausdrucksmäßig kaum noch zu überbieten war. […] Im übrigen muss betont werden, dass die bedeutende Rolle, die Händel schon seit seinen frühen Opern der edlen Weiblichkeit zuweist, das Ethos dieser Werke ganz besonders heraushebt und Händel auch in dieser Hinsicht Beethoven naherückt.“

“[…] included horns, for the first time in the theatre, in ‘Alzo al volo’. Even without the greatest Italian singers, Handel had proved that his music could draw; spirits were high, and opera might even yet prove profitable […]”

„Zum ersten Mal wurden in einem Theater Hörner eingesetzt, nämlich in ‚Alzo al volo‘ [Nr. 28]. Händel hatte bewiesen, dass seine Musik auch ohne die größten italienischen Sänger attraktiv war; es herrschte Hochstimmung: vielleicht würde sich das Opernunternehmen doch noch als lukrativ erweisen.“

## Orchester
Traversflöte, zwei Oboen, Fagott, zwei Trompeten, zwei Hörner, Streicher, Basso continuo (Violoncello, Laute, Cembalo).

## Diskografie (Auswahl)
- Eterna 8 20 318-321 (4 LP)/BerlinClassics 9334-2 (1962), 3. Fassung: Hellmuth Kaphahn (Radamisto), Sigrid Kehl (Zenobia), Günther Leib (Tiridate), Hanne-Lore Kuhse (Polissena), Rolf Apreck (Tigrane), Reiner Süß (Farasmane)

Händelfestspielorchester Halle; Dir. Horst-Tanu Margraf (177 min, deutsch, Stimmentranspositionen für Radamisto, Tigrane)
- Ponto Records 1054 (1984), 2. Fassung: Janet Baker (Radamisto), Juliana Gondek (Zenobia), Michael Dean (Tiridate), Eidween Harrhy (Polissena), Patrizia Kwella (Fraarte), Lynda Russell (Tigrane), Malcolm King (Farasmane)

English Chamber Orchestra; Dir. Roger Norrington (187 min)
- Harmonia Mundi 907111-3 (1993), 2. Fassung: Ralf Popken (Radamisto), Della Jones (Zenobia), Martyn Hill (Tiridate), Lisa Saffer (Polissena), Monika Frimmer (Fraarte), Dana Hanchard (Tigrane), Nicolas Cavallier (Farasmane)

Freiburger Barockorchester; Dir. Nicholas McGegan (190 min)
- Virgin Classics 5456732 (2003), 1. Fassung: Joyce DiDonato (Radamisto), Maite Beaumont (Zenobia), Zachary Stains (Tiridate), Patricia Ciofi (Polissena), Dominique Labelle (Fraarte), Laura Cherici (Tigrane), Carlo Lepore (Farasmane)

Il complesso barocco; Dir. Alan Curtis (177 min)